# Sa Vall
Sa Vall, o s'Avall, és una possessió del terme de Ses Salines i Santanyí. Està documentada des de 1285 i el seu primer propietari documentat fou Arnau de Torrella.
Als registres cadastrals de 1578, anomenats Estims, la possessió estava en mans de Jeroni Catlar, i després d'una molt breu i pobre explicació sobre les parts que conformen la propietat, i entre les quals s'hi inclou l'anomenat "estany de la sal", s'ofereix el valor de la possessió, que era de 20.000£. A causa de l'elevat valor d'aquesta possessió, Jeroni Catlar era l'home més ric del municipi de Santanyí d'entre tots els que hi posseïen terres. És per aquest motiu que sa Vall també era coneguda com sa Vall des Catlar, fent referència als antics propietaris.
L'any 1865 era encara propietat de la família Catlar, coneguts també com els Descatlar o Dezcallar, que eren també marquesos del Palmer. Aquell mateix any, la Vall tenia 5.000 quarterades (unes 3.550 ha), pocs anys més tard, l'any 1886 unes 200 hectàrees varen ser segregades de la possessió per fundar la Colònia de Sant Jordi. Encara avui en dia, a la Colònia de Sant Jordi, a les proximitats dels estanys d'on s'extreu la sal podem veure una antiga casa lligada al temps en què els Descatlar posseïen aquell indret. De la mateixa manera, l'escut d'aquesta família és un dels dos escuts que se poden observar a la l'església parroquial de Ses Salines, juntament amb el de la família Bonet; se tracta de tot un símbol de poder d'una de les famílies més potents de la història de Mallorca, sobretot durant l'Edat Moderna, i que deriva de la concessió del títol de "Senyor de la Bossa d'Or", és a dir, Mestra de la Seca, que la família posseí des del segle xv fins al XVIII.«Can Catlar» (en castellà).   Ajuntament de Palma.
Cap al 1884 l'Arxiduc Lluís Salvador escrigué, entre altres coses, a la seva obra Die Balearen, que el predi era el més gran de Mallorca.«Sa Vall». Arxivat de l'original el 2012-10-07. [Consulta: 14 juliol 2012].
L'any 1919 l'empresari Joan March i Ordinas va comprar la finca al Marquès des Palmer, més tard la família March també va adquirir la possessió annexa de sa Vallet, possessió que s'havia segregat prèviament de sa Vall durant el segle xv. Actualment la possessió de la Vall té una superfície de 2.762 ha i comptant la finca de sa Vallet té una superfície de 3.155 ha.
Pel que fa a allò purament arquitectònic, un dels aspectes més destacables de la possessió és la torre de defensa que data del segle xiv, i que als anys quaranta del segle XX fou objecte de restauració per part de l'arquitecte Gabriel Alomar i Esteve. Altres aspectes destacables podrien ser la façana classicista de l'edifici principal o la font de la terrassa, coronada per una estàtua de la deessa Ceres. No oblidem tampoc el valor del retaule de la Verge de les Neus, de Rafel Mòger, que trobem a la capella de la possessió i que data del segle xv.
Als afores de la mansió destaca sobretot el jardí de cactus, probablement un dels més complets d'arreu de l'estat espanyol, i també el teatre romà, construït a imitació del de Pol·lentia. Dins de la possessió de la Vall també s'hi troben extenses superfícies de conreu, pinar i savinars així com l'estany de ses Gambes i la llacuna des Tamarells.